# Stout imperial
Stout imperial (en anglès: Imperial Stout també coneguda com a Russian imperial stout o imperial Russian stout) és un tipus específic de cervesa, extremament fosca i amb una alta graduació alcohòlica. Es caracteritza pels seus aromes i sabors intensament maltosos, molt torrats, sovint amb accents de fruita seca (panses, figues) o àcid làctic. Presenta un alt contingut d'alcohol —nou o deu graus són habituals però pot passar dels 15— i una concentració de llúpol entre mitjana i alta, tot i que l'amargor queda parcialment amagada pel seu fort caràcter maltós.
Fou fabricada per primera vegada al segle xvii a la fàbrica de cervesa Thrale a Londres, per exportar-la a la cort de Caterina II de Rússia. El 1781 la fàbrica de cervesa va canviar de mans i la cervesa va passar a anomenar-se Barclay Perkins Imperial Stout Brown. La major graduació alcohòlica era necessària per evitar la congelació de la cervesa durant el transport gèlid per la mar Bàltica. Les altes concentracions de llúpol, com en el cas de les IPA (Indian Pale Ale), ajudaven a conservar la cervesa perquè no es fes malbé durant el llarg viatge. Amb el temps el terme imperial així com el terme russian —aplicats a la cervesa— han passat a ser sinònims d'alta graduació i s'apliquen a altres estils que no tenen però, aquesta tradició exportadora.
Actualment es produeix en molts països, és especialment popular als Estats Units, al Canadà, a Anglaterra i als països escandinaus.